# Juan Pablo Catoggio
Juan Pablo Catoggio (ur. 1 marca 1954) – argentyński duchowny rzymskokatolicki, od 2015 przełożony generalny Instytutu Szensztackiego.

## Życiorys
Święcenia kapłańskie przyjął 24 września 1983. Urząd przełożonego generalnego pełni od 30 sierpnia 2015.